# Passo Real de Candiota
Passo Real de Candiota é um distrito do município de Candiota, no Rio Grande do Sul. O distrito possui  cerca de 300 habitantes e está situado na região sudeste do município.